# ノース・アメリカン・ダーツ・チャンピオンシップ
ノース・アメリカン・ダーツ・チャンピオンシップ (North American Darts Championship, NADC) は、プロフェッショナル・ダーツ・コーポレイション (PDC) が開催するダーツのトーナメントである。
2008年から始まったこのトーナメントは、2010年からニュー・トロピカーナ・ワールド・シリーズ・オヴ・ダーツ・フェスティヴァル (The New Tropicana World Series of Darts Festival) を構成するトーナメントの1つになり、アメリカ合衆国のネヴァダ州ラスベガスにあるトロピカーナ・ラスベガスで行われている。

## PDC オーダー・オヴ・メリットと賞金
このトーナメントの賞金は、PDCのワールド・ランキング・システムであるPDC オーダー・オヴ・メリット (PDC OoM) に反映されない。
ただし、ノース・アメリカン・オーダー・オヴ・メリットには、反映される。賞金は、以下の通りとなっている。
| 年   | 優勝    | 準優勝 | 準決勝 | 準々決勝 | ラスト 16 | ラスト 32 | ラスト 64 | ラスト 128 | Prelim Rd | ハイエスト・ チェクアウト | 9ダーター | 賞金総額 |
| ---- | ------- | ------ | ------ | -------- | --------- | --------- | --------- | ---------- | --------- | ------------------------- | --------- | -------- |
| 2008 | $15,000 | $5,000 | $3,000 | $2,000   | $1,000    | $500      | $0        | $0         | -         | 不明                      | 不明      | $50,000  |
| 2009 | $6,000  | $3,000 | $1,600 | $850     | $400      | $300      | $200      | $0         | -         | 不明                      | 不明      | $30,000  |
| 2010 | £5,000  | £2,500 | £1,250 | £700     | £300      | £200      | £100      | -          | £0        | 不明                      | (£400)    | £22,000  |

2010年の賞金総額は、プレイヤーズ・チャンピオンシップスに属するオーストレイリャン・オープン・プレイヤーズ・チャンピオンシップやカネイディアン・マスターズ・プレイヤーズ・チャンピオンシップと同じとなった。
数多のPDC ProTourに属するイギリスやヨーロッパで開催されるトーナメントやUSオープン・プレイヤーズ・チャンピオンシップ、ラスベガス・プレイヤーズ・チャンピオンシップなどよりは、少ない。
しかし、WDF/BDOの3番目に賞金額が高いトーナメントダッチ・グランド・マスターズの賞金総額には及ばないものの、4番目に高いダッチ・オープンのメンズ・トーナメントの賞金総額を上回る。
2010年における他のトーナメントとの比較は、次の通りである。
| 年   | 団体 | 大会                                           | 賞金総額 | 優勝   | 準優勝 | 準決勝 | 準々決勝 | ラスト 16 | ラスト 32 (*24) | ラスト 64 | ラスト 128 | Prelim Rd | ハイエスト・ チェクアウト | 9ダーター |
| ---- | ---- | ---------------------------------------------- | -------- | ------ | ------ | ------ | -------- | --------- | --------------- | --------- | ---------- | --------- | ------------------------- | --------- |
| 2010 | PDC  | ノース・アメリカン・ダーツ・チャンピオンシップ | £21,600  | £5,000 | £2,500 | £1,250 | £700     | £300      | £200            | £100      | £0         | £0        | 不明                      | (£400)    |
| 2010 | PDC  | PDC ProTour                                    | £31,600  | £6,000 | £3,000 | £1,500 | £1,000   | £500      | £300            | £200      | £0         | £0        | 不明                      | (£400)    |
| 2010 | PDC  | ワールド・クリケット・チャンピオンシップ       | £15,000  | £4,000 | £2,000 | £900   | £450     | £225      | £125            | £50       | £0         | £0        | -                         | -         |
| 2010 | WDF  | ダッチ・グランド・マスターズ (メンズ)          | €33,500  | €5,000 | €2,500 | €2,000 | €1,500   | *€1,000   | *€1,000         | -         | -          | -         | 不明                      | -         |
| 2010 | WDF  | ダッチ・グランド・マスターズ (ウィメンズ)      | €6,100   | €1,750 | €1,250 | €750   | €400     | -         | -               | -         | -          | -         | 不明                      | -         |
| 2010 | WDF  | ダッチ・オープン (メンズ)                      | €16,450  | €4,500 | €2,250 | €1,250 | €500     | €250      | €100            | €50       | -          | -         | 不明                      | -         |

## 日程・会場・放送など
日程、会場、タイトル・スポンサー、テレビ放送などの情報は、以下の通りである。
| 年   | 開始日    | 終了日    | 開催日数 | 開催地             | 会場                        | スポンサー | 使用ボード          | テレビ放送 |
| ---- | --------- | --------- | -------- | ------------------ | --------------------------- | ---------- | ------------------- | ---------- |
| 2008 | 5/16 (金) | 5/17 (土) | 2        | コネチカット州     | Mohegan Sun Resort & Casino | -          | unicorn ECLIPSE PRO | -          |
| 2009 | 5/31 (土) | 5/31 (土) | 1        | マサチューセッツ州 | Holiday Inn Boxborough      | -          | unicorn ECLIPSE PRO | -          |
| 2010 | 6/30 (金) | 6/30 (金) | 1        | ラスベガス         | Tropicana Las Vegas         | -          | unicorn ECLIPSE PRO | -          |

なお、2008年のUSオープンの開催日程と、16日と17日が重なっているが、両日ともUSオープンは、現地時間の14時から開催され、このトーナメントは、19時から開催されたため、両方とも参加できた。
実際に、ジョン・パートのように、両者とも参加したプレイヤーもいる。
2009年の両者の開催日は離れたが、2010年は、両者共ワールド・シリーズ・オヴ・ダーツ・フェスティヴァルを構成するトーナメントとなり、両者の間にある2つのプレイヤーズ・チャンピオンシップスを含めると連日開催となった。

## 形式
ノース・アメリカン・ダーツ・チャンピオンシップは、北アメリカのプレイヤーのみで争われるトーナメントである。

### 参加資格
このトーナメントは、アメリカ合衆国かカナダに住むダーツ・プレイヤーのみ参加できるオープン・トーナメントである。なお、2010年の参加費は、
- ワールド・クリケット・チャンピオンシップ
- USオープン・プレイヤーズ・チャンピオンシップ
- ラスベガス・プレイヤーズ・チャンピオンシップ 1
- ラスベガス・プレイヤーズ・チャンピオンシップ 2

の4つのイヴェントに対して有効であり、この参加費を払った北アメリカのプレイヤーのみ、無料でノース・アメリカン・ダーツ・チャンピオンシップにも参加できる。

### 本戦
本戦の参加人数とラウンド数は、以下の通りである。第0ラウンド (Preliminary Round) がない2008年と2009年は、第2ラウンドから参戦枠を作ることで、数を調整した。第2ラウンドから参加するプレイヤーは、ノース・アメリカン・オーダー・オヴ・メリットを用いて決めており、シードの役割も持たせている。
| 年   | プレイヤー数 | ラウンド数 |
| ---- | ------------ | ---------- |
| 2008 | 242          | 8          |
| 2009 | 112          | 7          |
| 2010 | 79           | Prelim + 6 |

#### レッグ数
各年の各ラウンドにおけるレッグ数は、以下の通りである。
| 年   | 準々決勝 まで | 準決勝 | 決勝 |
| ---- | ------------- | ------ | ---- |
| 2008 | 7             | 13     | 15   |
| 2009 | 11            | 11     | 11   |
| 2010 | 11            | 11     | 11   |

## 結果
このトーナメントの結果は、以下の通りである。

### 決勝戦
| 年   | チャンピオン           | スコア | 準優勝                         |
| ---- | ---------------------- | ------ | ------------------------------ |
| 2008 | ダリン・ヤング (86.47) | 8 - 7  | ブラッド・ウェシントン (83.40) |
| 2009 | スカッティ・バーネット | 6 - 3  | ダリン・ヤング                 |
| 2010 | ジョン・パート         | 6 - 4  | ダリン・ヤング                 |

## 記録
このトーナメントの記録は、以下の通りである。

### 最多優勝
- 1  ダリン・ヤング
- 1  スカッティ・バーネット
- 1  ジョン・パート